# Vysílač Jedlová hora
Vysílač Jedlová hora se nachází na kopci Jedlová (853 m) (cca 70 m od vrcholu) asi 7 km severně od Jirkova v nadmořské výšce 845 m n. m. Svým vysíláním pokrývá velké území Ústeckého kraje. Je jedním z 26 základních vysílačů Českých Radiokomunikací.

## Vysílané stanice

### Televize
Přehled televizních multiplexů šířených z Jedlové hory:
|        | Multiplex    | Kanál | Kmitočet | Výkon (ERP) | Polarizace   |
| ------ | ------------ | ----- | -------- | ----------- | ------------ |
| DVB-T2 | Multiplex 21 | 33    | 570 MHz  | 32 kW       | horizontální |
| DVB-T2 | Multiplex 22 | 38    | 610 MHz  | 32 kW       | horizontální |
| DVB-T2 | Multiplex 23 | 31    | 554 MHz  | 32 kW       | horizontální |

### Rozhlas
Přehled analogových rozhlasových stanic vysílaných z Jedlové hory:
|    | Stanice         | Kmitočet  | Výkon (ERP) | Polarizace   |
| -- | --------------- | --------- | ----------- | ------------ |
| FM | ČRo Dvojka      | 94,2 MHz  | 9,33 kW     | horizontální |
| FM | ČRo Vltava      | 96,3 MHz  | 9,33 kW     | horizontální |
| FM | Fajn Radio      | 98,1 MHz  | 0 kW        | horizontální |
| FM | ČRo Radiožurnál | 98,9 MHz  | 9,33 kW     | horizontální |
| FM | ČRo Sever       | 103,1 MHz | 9,33 kW     | horizontální |
| FM | Rádio Blaník    | 106,5 MHz | 10 kW       | horizontální |

Z Jedlové hory se od roku 2022 vysílá i digitální rozhlas DAB+:
|      | Multiplex | Kanál | Kmitočet | Výkon (ERP) | Polarizace |
| ---- | --------- | ----- | -------- | ----------- | ---------- |
| DAB+ | ČRo DAB+  | 12C   | ?        | 0,1 kW      | ?          |

## Ukončené vysílání

### Analogová televize
Vypínání analogového vysílání probíhalo od 14. prosince 2008 do 30. srpna 2010.
| Vypnuto       | Stanice | Kanál | Kmitočet   | Výkon (ERP) | Polarizace   |
| ------------- | ------- | ----- | ---------- | ----------- | ------------ |
| srpen 2010    | ČT1     | 35    | 583,25 MHz | -           | horizontální |
| prosinec 2008 | ČT2     | 52    | 719,25 MHz | -           | horizontální |
| srpen 2010    | TV Nova | 21    | 471,25 MHz | -           | horizontální |

### Digitální vysílání DVB-T
Vypínání probíhalo od 30. ledna 2020 do 18. srpna 2020.
| Vypnuto       | Multiplex   | Kanál | Výkon (ERP) | Polarizace   | Spuštěno      |
| ------------- | ----------- | ----- | ----------- | ------------ | ------------- |
| leden 2020    | Multiplex 1 | 33    | 32 kW       | horizontální | listopad 2008 |
| červenec 2020 | Multiplex 2 | 58    | 32 kW       | horizontální | listopad 2008 |
| srpen 2020    | Multiplex 3 | 55    | 1 kW        | horizontální | červen 2018   |

## Nejbližší vysílače
| Růžice kompasu |                                      |                 | Buková hora 55,8 km | Růžice kompasu |
| Růžice kompasu | Sever                                |                 |                     | Růžice kompasu |
| Růžice kompasu | Západ · Východ                       |                 |                     | Růžice kompasu |
| Růžice kompasu | Jih                                  |                 |                     | Růžice kompasu |
| Růžice kompasu | Klínovec 38,9 km Zelená hora 97,8 km | Krkavec 83,4 km | Strahov 83,2 km     | Růžice kompasu |